# Provinciale weg 279
De provinciale weg 279 (N279) is een provinciale weg met een lengte van ruim 70 kilometer. Zij loopt van noord naar zuid door de Nederlandse provincies Noord-Brabant en Limburg. Deze weg verbindt de A2 bij 's-Hertogenbosch via de plaatsen Veghel, Helmond, Beek en Donk, Asten, Meijel en de Napoleonsbaan (N273) met Horn nabij Roermond. De weg is een drukke verkeersader omdat het de enige noord-zuidverbinding is tussen een aantal belangrijke grote plaatsen. Het noordelijke traject, tussen de opritten A2 en A50, is in 2016 opgewaardeerd tot 2 rijbanen met elk 2 rijstroken en wordt sindsdien aangeduid als autoweg.

## Weggedeelte N266
Het gedeelte tussen 's-Hertogenbosch en Beek en Donk maakte deel uit van de N266. Deze weg staat bekend als de oude rijksweg van 's-Hertogenbosch naar Weert langs de Zuid-Willemsvaart. Het nieuwste gedeelte tussen Beek en Donk en Asten is aangelegd ter ontlasting van de oude N266 die voor veel opstoppingen zorgde in Beek en Donk en in het centrum van Helmond. Nu wordt al het verkeer om Helmond heen geleid. Het zuidelijkste gedeelte, tussen Asten en Horn bestaat al vele tientallen jaren en heette voorheen S24.

## Uitbreidingsplannen
Op één gedeelte van de N279 bestaat de wens om het aantal rijstroken te verdubbelen naar 2x2 rijstroken, te weten het weggedeelte tussen Asten en Veghel. Rijkswaterstaat en de provincie Noord-Brabant onderzoeken de haalbaarheid om het gedeelte tussen Veghel en Asten op te waarderen, in combinatie met de verbreding van de A2 tussen 's-Hertogenbosch en Eindhoven en de oost-westverbinding waarmee de ruit van verkeerswegen rondom Eindhoven en Helmond afgerond wordt. De provincie Noord-Brabant liet in november 2008 weten een akkoord te hebben bereikt met vier ministeries en 22 gemeenten rondom Eindhoven en Helmond om de provinciale weg N279 op te waarderen. Enkele belangrijke punten met betrekking tot de opwaardering van de N279 zijn; de vormgeving van het (nieuwe) knooppunt bij Laarbeek, het gedeelte bij de Helmondse wijk Dierdonk en de vormgeving van het knooppunt N270-N279.
Op 3 december 2013 heeft de Tweede Kamer besloten dat alle plannen die gemaakt zijn voor de Ruit rond Eindhoven niet door zullen gaan. Volgens de Tweede Kamer moet het geld besteed worden aan wegen zoals de A58, de A67 en een nieuw station nabij Eindhoven-Acht/Airport.

## Rijstrookconfiguratie en maximumsnelheid
| Van                   | Naar             | Rijstroken | Maximumsnelheid |
| --------------------- | ---------------- | ---------- | --------------- |
| 's-Hertogenbosch (A2) | Veghel (A50)     | 2x2        | 80 km/h         |
| Veghel (A50)          | Begin Roggel     | 1x2 en 2x1 | 80 km/h         |
| Begin Roggel          | Eind Roggel      | 1x2        | 50 km/h         |
| Eind Roggel           | Begin Heythuysen | 1x2        | 80 km/h         |
| Begin Heythuysen      | Eind Heythuysen  | 1x2        | 50 km/h         |
| Eind Heythuysen       | Horn (N273)      | 1x2        | 80 km/h         |

## Trivia
Ter hoogte van de aansluiting op de A67 lag een enorme rotonde met een omtrek van circa 900 meter en 6 aansluitingen bijgenaamd het Ei van Ommel (vanwege de vorm). Dit was een van de grootste rotondes van Nederland.
Nadat de rotonde eerder al van 3 rijstroken naar 1 rijstrook is teruggebouwd is deze medio 2009 omgebouwd tot een dubbele T-splitsing (1 noordelijk van de A67 en 1 zuidelijk van de A67).
N62 · N69 · N251 · N252 · N253 · N254 · N255 · N256/A256 · N257 · N258 · N260 · N261 · N262 · N263 · N264 · N266 · N267 · N268 · N269 · N270/A270 · N271 · N272 · N273 · N274 · N275 · N276 · N277 · N278 · N279 · N280 · N281 · N282 · N283 · N284 · N285 · N286 · N287 · N288 · N289 · N290 · N291 · N292 · N293 · N294 · N295 · N296 · N296n · N297 · N298 · N300 · N321 · N322 · N324 · N329 · N389 · N394 · N395 · N396 · N397

N556 · N562 · N564 · N570 · N572 · N590 · N595 · N598 · N601 · N602 · N605 · N607 · N612 · N613 · N615 · N616 · N617 · N618 · N620 · N622 · N625 · N629 · N631 · N632 · N637 · N638 · N639 · N640 · N641 · N651 · N652 · N653 · N654 · N655 · N656 · N658 · N659 · N660 · N661 · N662 · N663 · N664 · N665 · N666 · N667 · N668 · N669 · N670 · N671 · N673 · N674 · N675 · N676 · N682 · N683 · N686 · N689 · N690 · N831 · N843

Voormalige provinciale wegen: N299 · N551 · N552 · N553 · N554 · N555 · N560 · N561 · N563 · N565 · N566 · N567 · N568 · N571 · N574 · N580 · N581 · N582 · N583 · N584 · N585 · N586 · N587 · N588 · N589 · N591 · N592 · N593 · N594 · N596 · N597 · N603 · N604 · N606 · N608 · N610 · N611 · N614 · N619 · N621 · N623 · N624 · N626 · N628 · N630 · N634 · N642 · N657